# Hemidactylus puccionii
Hemidactylus puccionii là một loài thằn lằn trong họ Gekkonidae. Loài này được Calabresi mô tả khoa học đầu tiên năm 1927.